# Helictes fabularis
Helictes fabularis är en stekelart som beskrevs av Rossem 1987. Helictes fabularis ingår i släktet Helictes och familjen brokparasitsteklar. Arten är reproducerande i Sverige. Inga underarter finns listade i Catalogue of Life.